# Viola carinthiaca
Viola carinthiaca är en violväxtart som beskrevs av Borb.. Viola carinthiaca ingår i släktet violer, och familjen violväxter. Inga underarter finns listade i Catalogue of Life.